# Errinopora porifera
Errinopora porifera is een hydroïdpoliep uit de familie Stylasteridae. De poliep komt uit het geslacht Errinopora. Errinopora porifera werd in 1960 voor het eerst wetenschappelijk beschreven door Naumov. 